# بات هنري
بات هنري (بالإنجليزية: Pat Henry)‏ هو قاضي ومحامي وسياسي أمريكي، ولد في 15 فبراير 1861 في الولايات المتحدة، وتوفي في 28 ديسمبر 1933 في فيكسبيرغ في الولايات المتحدة. حزبياً، نشط في الحزب الديمقراطي. وقد انتخب عضو مجلس ولاية مسيسيبي وانتخب عضو مجلس النواب الأمريكي.